# Longitude du périastre
En astrodynamique, la longitude du périastre, ou plus généralement la longitude du périapse (notée {\displaystyle \varpi }), d'un corps en orbite est la longitude (mesurée depuis le point de l'équinoxe vernal) pour laquelle le périapse (point de l'orbite le plus proche du corps central) serait atteint si l'inclinaison du corps était nulle.
Dans le cas du mouvement d'une planète autour du Soleil, cette position pourrait s'appeler, selon la terminologie habituelle des apsides, la longitude du périhélie.
La longitude du périapse est un angle composé, une partie étant mesurée dans le plan de référence (en), l'autre étant mesurée dans le plan orbital. De même, n'importe quel angle dérivé de la longitude du périastre (par exemple la longitude moyenne et la longitude vraie) sera également composé.
Quelquefois, par abus de langage, le terme de « longitude du périapse » est utilisé pour désigner ω (oméga), angle entre le nœud ascendant et le périapse. Cet angle ω est normalement connu sous le terme non ambigu d'argument du périastre.

## Notation
La longitude du périastre est couramment notée ϖ, variante de la lettre grecque pi minuscule (π), qui ne doit pas être confondu avec la lettre grecque oméga minuscule (ω) munie d'un macron (¯).

## Calcul de la longitude du périastre
{\displaystyle \varpi } peut être calculé simplement à partir de la longitude du nœud ascendant {\displaystyle \Omega } et de l'argument du périastre {\displaystyle \omega }, qui sont dérivées des vecteurs d'état orbitaux, selon la formule :